# رزنانس مداری

رزونانس سه جسم لاپلاس که توسط سه قمر از قمرهای گالیله‌ای مشتری به نمایش گذاشته شده. موقعیت اوج «فشار» همدمی‌های آنها با تغییر کوتاه‌مدتی در رنگ نشان داده شده‌اند: ۲ همدمی برای آیو-اروپا (سبز)، و ۳ همدمی آیو- گانیمد (خاکستری) برای هر همدمی اروپا-گانیمد (ارغوانی).

رزنانس مداری (به انگلیسی: Orbital resonance)، در مکانیک سماوی، رزنانس مداری هنگامی اتفاق می‌افتد که اجسام در حال گردش به‌طور منظم، تحت تأثیر گرانشی دوره‌ای بر یکدیگر قرار گیرند، معمولاً به این دلیل که دورهٔ مداری آنها با نسبت عدد صحیح کوچکی مثلاً (۱، ۲، ۳، ...) در ارتباط است. این رابطه معمولاً در یک جفت جرم آسمانی دیده می‌شود. مفهوم اصل فیزیکی مربوط به پدیدهٔ رزنانس مداری مانند مفهوم فشاری است که یک کودک هنگام تاب بازی به تاب وارد می‌کند، جایی که مدار و تاب هر دو دارای یک فرکانس طبیعی هستند و جرم دیگر (کودک) «فشار» را با تکرار دوره‌ای اعمال می‌کند تا تأثیر همگامی در تداوم آن حرکت ایجاد کند.
رزنانس‌های مداری تأثیر گرانشی متقابل جرم‌ها؛ یعنی توانایی آنها در تغییر دادن یا محدود کردن مدارهای یکدیگر را به شدت افزایش می‌دهد. در بیشتر موارد، این منجر به «تعامل ناپایدار» می‌شود که در آن؛ واکنش جسم‌های درگیر شتاب می‌گیرد و در نتیجه تغییرهایی در مدارها ایجاد می‌شود تا آنجا که طنین رزنانس دیگر وجود نداشته باشد. در برخی شرایط، یک سیستم رزونانس می‌تواند پایدار و خوداصلاح باشد، به گونه‌ای که جسم‌های درگیر در حالت رزنانس باقی می‌مانند. نمونه‌هایی از رزونانس ۱: ۲: ۴ قمر مشتری گانیمد، اروپا و آیو و رزنانس مداری ۲: ۳ بین پلوتو و نپتون است. رزنانس ناپایدار با قمرهای داخلی زحل باعث ایجاد شکاف در حلقه‌های زحل می‌شود. مورد خاص از رزنانس ۱: ۱ بین دو پیکر آسمانی با شعاع مداری مشابه باعث می‌شود اجسام بزرگ منظومه شمسی بیشترِ جرم‌های دیگر با مدار مشترک در مسیر مدارهای خود را بیرون کنند. این بخشی از فرایند بسیار گسترده‌تر پاکسازی محلی است، اثری که در تعریف کنونی یک سیاره از آن استفاده می‌شود.